# Lagoptera microrhoea
Lagoptera microrhoea är en fjärilsart som beskrevs av Fabricius 1794. Lagoptera microrhoea ingår i släktet Lagoptera och familjen nattflyn. Inga underarter finns listade i Catalogue of Life.